# Cvetana Pironkova
Cvetana Kirilova Pironkova (in bulgaro Цветана Пиронкова-Кирилова?; Plovdiv, 13 settembre 1987) è una tennista bulgara, inattiva dal 2021.
In carriera ha vinto un titolo WTA, e nei tornei del Grande Slam vanta una semifinale a Wimbledon 2010, colta grazie a una sorprendente vittoria nei quarti sull'allora numero 2 al mondo Venus Williams. In seguito a tale risultato ha raggiunto il suo best ranking alla posizione 31 della classifica WTA. Ha ottenuto inoltre due quarti di finale: agli Open di Francia 2016 e agli US Open 2020; in questi ultimi è risultata essere la prima tennista nella storia a giungervi senza essere presente in classifica, causa ritiro nel 2017 per infortunio e, successivamente, per maternità.

## Carriera

### 2005-2007: esordi
Cvetana Pironkova fa il suo esordio nel circuito WTA nel maggio 2005 prendendo parte al torneo di Istanbul, dove sorprendentemente arriva fino in semifinale.
Nel gennaio del 2006 la bulgara fa il suo esordio in un torneo dello Slam partecipando all'Australian Open e venendo eliminata al secondo turno dall'americana Laura Granville. Successivamente al Torneo di Wimbledon batte al primo turno la tedesca Anna-Lena Grönefeld ma al secondo viene sconfitta dalla giovane polacca Agnieszka Radwańska. A novembre ottiene il suo best-ranking WTA piazzandosi al 62º posto.
Nel 2007 la giovane bulgara viene eliminata in tutti i tornei dello Slam al primo turno.

### 2008-2009

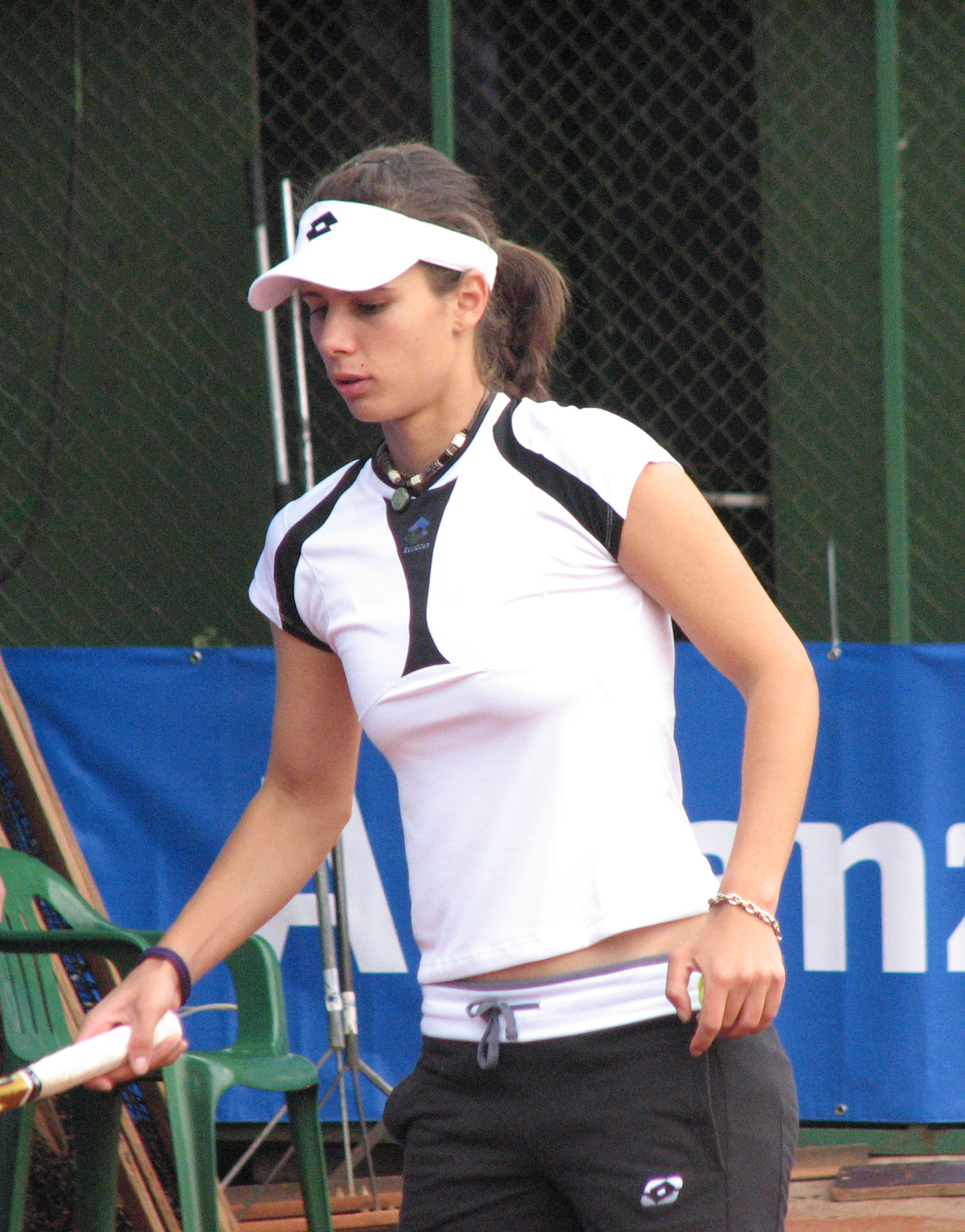
Cvetana Pironkova alla Allianz Cup 2008

Nel mese di gennaio disputa il Torneo di Sydney, ma viene eliminata al primo turno da Dominika Cibulková. All'Australian Open batte al primo turno Vol'ha Havarcova, ma al secondo turno viene sconfitta da Svetlana Kuznecova. Nel mese di maggio riesce ad arrivare fino ai quarti di finale degli Internazionali BNL d'Italia. In questa circostanza batte Ana Ivanović e Viktoryja Azaranka prima di essere sconfitta da Anna Čakvetadze. Al Roland Garros viene eliminata al secondo turno dalla spagnola Anabel Medina Garrigues. Termina l'anno al numero 46 del ranking WTA.
Nel gennaio 2009 raggiunge i quarti di finale del torneo di Hobart.
Agli Australian Open supera al primo turno Karolina Šprem ma al secondo è costretta ad arrendersi a Marion Bartoli. Al torneo di Marbella viene battuta al primo turno da Roberta Vinci. Viene battuta da Jill Craybas al primo turno sia agli Open di Francia che al Torneo di Wimbledon.

### 2010: semifinale a Wimbledon e best ranking
La giovane bulgara apre l'anno partecipando alle qualificazioni del torneo di Sydney perdendo al primo turno contro Anna-Lena Grönefeld. All'Australian Open esce al secondo turno contro Shahar Peer. A febbraio disputa le qualificazioni per entrare nei main-draw di Parigi e Dubai ma in entrambe le occasioni non ci riesce perché battuta da Dar'ja Kustova e da Tamira Paszek. Nel mese di marzo gioca in nord America ad Indian Wells e a Miami ma non ottiene risultati degni di nota. Dati gli scarsi risultati disputa un torneo ITF a Fort Walton Beach in cui viene eliminata in semifinale.

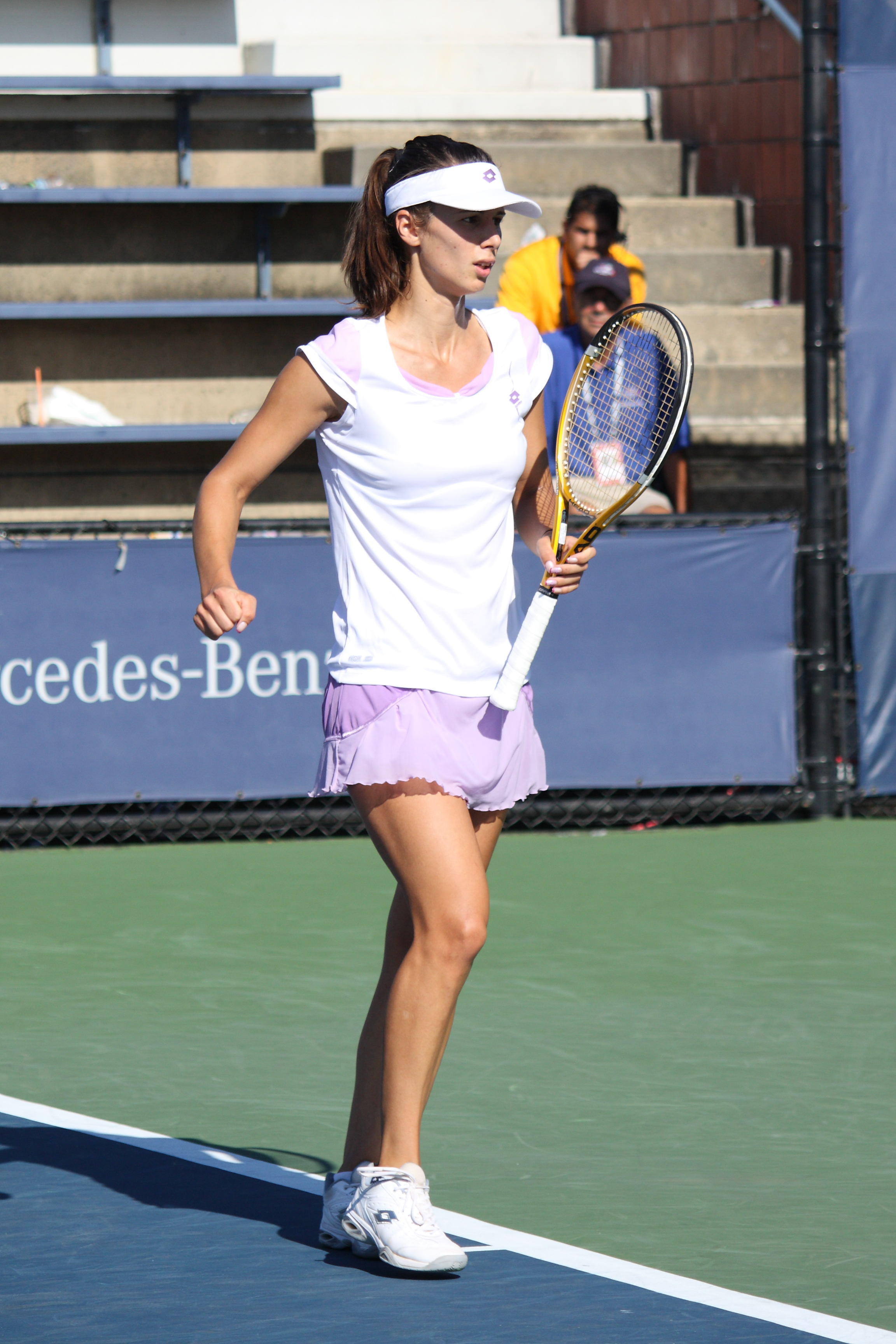
Cvetana Pironkova allo US Open 2010

Ad aprile esce al secondo turno delle qualificazioni a Barcellona contro Sílvia Soler Espinosa. A Stoccarda viene eliminata da Jelena Janković al secondo turno per 2–6 2–6 dopo che al primo era riuscita ad eliminare Margalita Čachnašvili. A maggio non riesce ad entrare nei tabelloni principali dei tornei di Roma e Madrid perché battuta già nelle qualificazioni. Successivamente riesce ad arrivare ai quarti di finale del torneo di Varsavia, ma viene sconfitta dalla rumena Alexandra Dulgheru. Al Roland Garros viene battuta al primo turno dalla belga Justine Henin in due set.
Nel mese di giugno ottiene la sua migliore prestazione in un torneo del Grande Slam a Wimbledon, dove, dopo aver passato i primi quattro turni battendo anche la n. 11 del torneo Marion Bartoli (6-4 6-4), è approdata ai quarti di finale. Qui ha battuto la numero 2 al mondo Venus Williams con un netto 6-2 6-3, accedendo per la prima volta ad una semifinale Slam, dove però ha perso contro la russa Vera Zvonarëva 6-3 3-6 2-6. Alla fine del torneo ha raggiunto la posizione 31 del ranking, suo miglior piazzamento.
A luglio partecipa al torneo di Palermo ma esce al secondo turno contro Jill Craybas anche a causa di un infortunio. A fine mese torna a giocare al torneo di Istanbul ma perde al secondo turno contro Anastasija Rodionova.
Agli US Open la bulgara batte al primo turno la ceca Renata Voráčová per 6-3, 6-4 ma al secondo esce contro la lussemburghese Mandy Minella.
A fine settembre al torneo di Tokyo Cvetana supera al primo turno la giapponese Ayumi Morita ma al secondo viene eliminata da Roberta Vinci. Ad ottobre prende parte al torneo di Pechino ma esce al primo turno contro Marija Šarapova. La Pironkova gioca il suo ultimo torneo dell'anno a Mosca, ma viene eliminata al secondo turno da Dominika Cibulková.
La Pironkova chiude l'anno al numero 35 della classifica WTA.

### 2011-2012

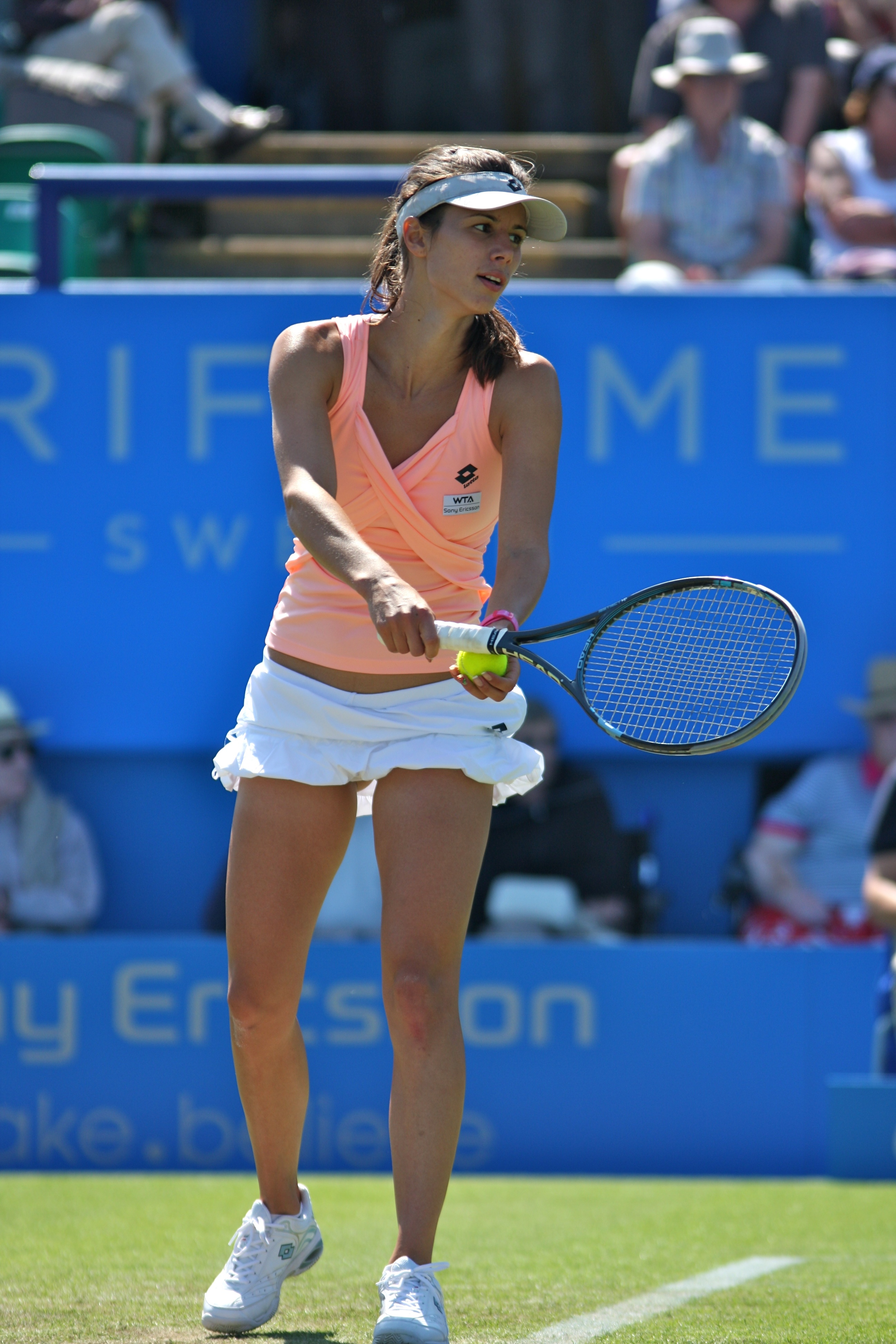
Cvetana Pironkova nel 2011

Cvetana gioca il suo primo torneo della stagione a Hobart, ma perde al primo turno contro la cinese Peng Shuai. All'Australian Open la Pironkova perde al secondo turno contro la rumena Monica Niculescu. All'Open di Francia la bulgara perde contro Gisela Dulko al secondo turno.
A Wimbledon la Pironkova conferma in parte le buone prestazioni dell'anno precedente arrivando fino ai quarti di finale. Batte la giovane italiana Camila Giorgi in due set per 6-2, 6-1, al secondo turno elimina la croata Petra Martić per 6-1, 6-4, al turno successivo batte Vera Zvonarëva per 6-2, 6-3 (vendicandosi della sconfitta dell'anno prima) e in seguito elimina nuovamente al quarto turno Venus Williams per 6-2, 6-3. Infine, ai quarti viene superata da Petra Kvitová per 3-6, 7-6, 2-6.
Nel luglio 2011 la bulgara partecipa al torneo di Palermo. In tale occasione batte al primo turno Anna Tatišvili e al secondo turno Sorana Cîrstea ma viene battuta ai quarti di finale da Flavia Pennetta.
Successivamente gioca il torneo di Cincinnati ma esce al primo turno contro Christina McHale. Agli US Open la Pironkova supera al primo turno Virginie Razzano ma perde al secondo contro Peng Shuai.
Nel mese di ottobre al torneo di Tokyo perde al secondo turno contro Vera Zvonarëva. La settimana successiva perde al primo turno del torneo di Pechino contro Samantha Stosur.
La bulgara chiude la stagione al numero 46 del ranking WTA.
La Pironkova inizia la stagione prendendo parte alla Hopman Cup, torneo esibizione riservato a squadre nazionali miste, insieme a Grigor Dimitrov. Al Torneo di Wimbledon 2012 viene lodata dalla stampa per il suo miglioramento e padronanza della pallina, soprattutto contro la numero uno del mondo Marija Šarapova al secondo turno, anche se verrà da quest'ultima sconfitta. Invece agli US Open 2012 raggiunge gli ottavi di finale, venendo eliminata da Ana Ivanović con il punteggio di 0-6 4-6.

### 2013-2014: primo titolo in carriera

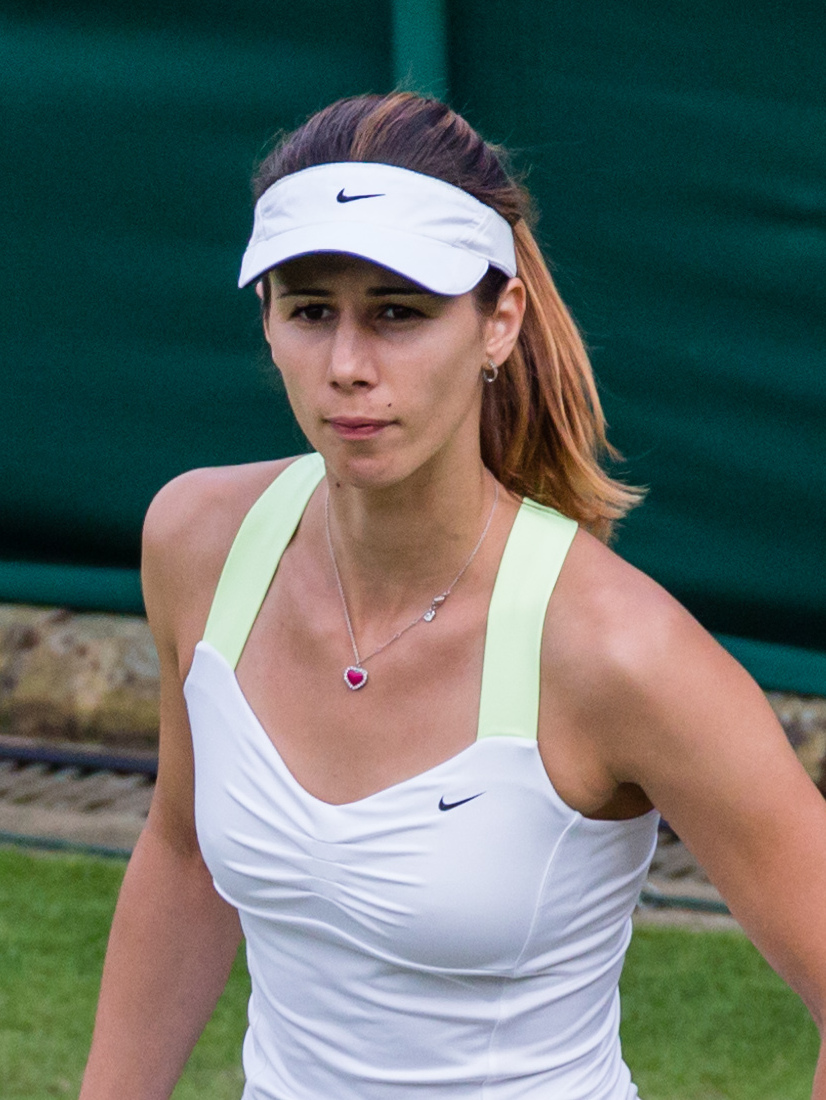
Cvetana Pironkova a Wimbledon 2013

La bulgara inizia la stagione 2013 perdendo ai quarti di finale del torneo di Hobart contro la tedesca Mona Barthel. All'Australian Open perde al primo turno contro Romina Oprandi.
Al Torneo di Wimbledon la Pironkova viene eliminata agli ottavi di finale dalla polacca Agnieszka Radwańska dopo aver eliminato precedentemente: Anastasija Pavljučenkova, Barbora Záhlavová-Strýcová e Petra Martić.
La bulgara inizia la stagione 2014 ottimamente arrivando, da qualificata, ad aggiudicarsi il Torneo WTA Premier di Sydney, primo trofeo della carriera. In tale circostanza batte, partendo dalle qualificazioni, nell'ordine: Ayumi Morita, Maryna Zanevs'ka, Shahar Peer, Sorana Cîrstea, Varvara Lepchenko, Sara Errani, Petra Kvitová e, in finale, Angelique Kerber. Agli Australian Open batte al primo turno Sílvia Soler Espinosa, ma esce al secondo turno sconfitta da Samantha Stosur. A Doha viene estromessa al secondo turno da Annika Beck. A Linz fa una buona prova dove sconfigge la wild-card Moser e approfitta del ritiro della canadese, numero uno del seeding, Eugenie Bouchard prima di cedere in 3 set alla Knapp.

### 2015-2019: quarti di finale al Roland Garros e ritiro
Inizia la stagione al torneo di Brisbane dove viene sconfitta al primo turno da Carla Suárez Navarro per 3-6 6-2 6-1.
Agli Open di Francia 2016 riesce ad arrivare per la prima volta ai quarti di finale, estromettendo, in ordine: Sara Errani, Johanna Larsson, Sloane Stephens e Agnieszka Radwańska, per poi essere sconfitta da Samantha Stosur per 4-6 6(6)–7.
In seguito, la sua presenza nel tennis diventa sempre più scarsa, fino ad arrivare al 2017, anno in cui dà alla luce un figlio e si ritira dalle competizioni per dedicarsi alla famiglia.

### 2020: ritorno in campo e in un quarto di finale Slam
Dopo una gravidanza e quasi tre anni di stop, ritorna in campo agli US Open 2020 grazie al ranking protetto. Qui si impone al primo turno su Ljudmila Samsonova per 6-2 6-3 e poi, a sorpresa, sulla due volte campionessa Slam Garbiñe Muguruza per 7-5 6-3. In seguito, estromette Donna Vekić per 6-4 6-1 e Alizé Cornet con il punteggio di 6-4 6(5)–7 6-3. Accede, in questo modo, ai quarti di finale: i primi a New York e i primi dopo più di 4 anni dall'ultima volta (Open di Francia 2016). Qui affronta la testa di serie numero 3 e sei volte campionessa del torneo Serena Williams, perdendo per 6-4 3-6 2-6. Alla fine del torneo rientra in classifica, alla posizione 156.
Segue poi il secondo Slam stagionale, il Roland Garros, dove riceve una wild card per accedere direttamente al tabellone principale. Al primo turno incontra la tedesca Andrea Petković, che sconfigge con un doppio 6-3, mentre nel secondo beneficia del ritiro di Serena Williams per un infortunio, accedendo direttamente al terzo turno. Qui viene sconfitta in tre set da Barbora Krejčíková (7-5 4-6 3-6).

### 2021
Pironkova apre la stagione qualificandosi per il tabellone principale degli Australian Open, grazie alle vittorie su Kyōka Okamura (6-0 6-1), Han Na-lae (6-0 3-6 6-1) e Margarita Gasparjan (6-3 7-5). Viene però estromessa al primo turno da Hsieh Su-wei (5-7 2-6).
In seguito, partecipa allo Yarra Valley Classic di Melbourne, sfruttando il ranking protetto: la bulgara esordisce con una vittoria ai danni di Ljudmila Samsonova, per 6-2 6-1 e al secondo turno batte Donna Vekić (testa di serie nº9), con lo score di 1-6 6-4 6-2, approdando agli ottavi di finale: qui affronta Serena Williams e, come successo agli US Open l'anno prima, la bulgara cede all'americana (1-6 4-6).
Prende poi parte nel mese di marzo al Miami Open, dove elimina alle qualificazioni Caty McNally (7-6 7-6) e Vol'ha Havarcova (6-0 6-3). Nei sessantaquattresimi di finale sconfigge Marta Kostjuk per 7–6(4) 3-6 6-3 e poi affronta Aryna Sabalenka, perdendo 6-0 3-6 6(9)–7.
Disputa in seguito il Roland Garros partendo dalle qualificazioni, ma viene fermata dalla svizzera Susan Bandecchi. A Wimbledon non riesce a superare le qualificazioni, ma viene ripescata come lucky loser, perdendo al primo turno contro Julija Putinceva (3-6 1-6). Segue l'ultimo Slam stagionale, gli US Open, dove Pironkova accede direttamente al tabellone principale, trovando al primo turno Dar'ja Kasatkina, testa di serie numero 25, perdendo per 6-2 6-1.

## Caratteristiche tecniche
Principali caratteristiche tecniche della Pironkova sono un gioco con la mano destra e l'esecuzione del rovescio a due mani.

## Statistiche WTA

### Singolare

#### Vittorie (1)
| Legenda               |
| --------------------- |
| Grande Slam (0)       |
| Ori Olimpici (0)      |
| WTA Finals (0)        |
| WTA Elite Trophy (0)  |
| Dal 2009 al 2020      |
| Premier Mandatory (0) |
| Premier 5 (0)         |
| Premier (1)           |
| International (0)     |

| N. | Data            | Torneo                            | Superficie | Avversaria in finale | Punteggio |
| 1. | 10 gennaio 2014 | Apia International Sydney, Sydney | Cemento    | Angelique Kerber     | 6-4, 6-4  |

## Statistiche ITF

### Singolare

#### Vittorie (6)
| Torneo $100.000 (1) |
| Torneo $80.000 (0)  |
| Torneo $75.000 (0)  |
| Torneo $60.000 (0)  |
| Torneo $50.000 (0)  |
| Torneo $25.000 (1)  |
| Torneo $15.000 (0)  |
| Torneo $10.000 (4)  |

| N. | Data              | Torneo                             | Superficie  | Avversaria in finale | Score       |
| 1. | 29 settembre 2002 | Volos Cup, Volo                    | Sintetico   | Tina Schmassmann     | 7–6(3), 7–5 |
| 2. | 29 giugno 2003    | Orestiada Cup, Orestiada           | Cemento     | Simona Matei         | 6–1, 6–4    |
| 3. | 3 agosto 2003     | Yesilyurt Sport Club, Istanbul     | Cemento     | İpek Şenoğlu         | 7–6(2), 6–0 |
| 4. | 2 novembre 2003   | Ted-Firatpen Ladies Open, Istanbul | Cemento     | Shahar Peer          | 6–3, 6–2    |
| 5. | 10 aprile 2005    | ITF Women's Circuit Roma-Eur, Roma | Terra rossa | Magda Mihalache      | 7–5, 7–5    |
| 6. | 12 settembre 2007 | Open GDF Bordeaux, Bordeaux        | Terra rossa | Alizé Cornet         | 6–2, 6–3    |

#### Sconfitte (7)
| Torneo $100.000 (1) |
| Torneo $80.000 (0)  |
| Torneo $75.000 (1)  |
| Torneo $60.000 (0)  |
| Torneo $50.000 (1)  |
| Torneo $25.000 (2)  |
| Torneo $15.000 (0)  |
| Torneo $10.000 (2)  |

| N. | Data              | Torneo                             | Superficie  | Avversaria in finale   | Score         |
| 1. | 19 agosto 2002    | Trofeul Distrigaz Sud, Bucarest    | Terra rossa | Monica Niculescu       | 1-6, 6(4)-7   |
| 2. | 28 settembre 2003 | Magnisia Cup, Volo                 | Sintetico   | Sesil Karatančeva      | 4-6, 6-2, 2-6 |
| 3. | 21 settembre 2004 | Barcelona Ladies Open, Barcellona  | Terra rossa | Laura Pous Tió         | 6–4, 5–7, 2–6 |
| 4. | 30 gennaio 2005   | Open GDF Suez de Belfort, Belfort  | Cemento     | Sandra Kleinová        | 4–6, 3–6      |
| 5. | 12 giugno 2005    | Zagreb Ladies Open, Zagabria       | Terra rossa | Zuzana Ondrášková      | 6–4, 4–6, 3–6 |
| 6. | 20 novembre 2005  | Open Waterford Wedgwood, Deauville | Terra rossa | Viktorija Kutuzova     | 4–6, 6(2)–7   |
| 7. | 21 settembre 2008 | Allianz Cup, Sofia                 | Terra rossa | Nuria Llagostera Vives | 2–6, 3–6      |

## Risultati in progressione
| Sigla | Risultato               |
| ----- | ----------------------- |
| V     | Vincitore               |
| F     | Finalista               |
| SF    | Semifinalista           |
| O     | Oro olimpico            |
| A     | Argento olimpico        |
| SF    | Bronzo olimpico         |
| QF    | Quarti di Finale        |
| 4T    | Quarto turno            |
| 3T    | Terzo turno             |
| 2T    | Secondo turno           |
| 1T    | Primo turno             |
| RR    | Round Robin             |
| LQ    | Turno di qualificazione |
| A     | Assente                 |
| ND    | Non disputato           |

| Legenda superfici    |
| -------------------- |
| Cemento              |
| Terra battuta        |
| Erba                 |
| Superficie variabile |

### Singolare
| Torneo                 | 2005          | 2006          | 2007          | 2008          | 2009          | 2010          | 2011          | 2012    | 2013          | 2014          | 2015          | 2016    | 2017          | 2018          | 2019          | 2020          | Titoli     | V–S        |
| ---------------------- | ------------- | ------------- | ------------- | ------------- | ------------- | ------------- | ------------- | ------- | ------------- | ------------- | ------------- | ------- | ------------- | ------------- | ------------- | ------------- | ---------- | ---------- |
| Tornei del Grande Slam |               |               |               |               |               |               |               |         |               |               |               |         |               |               |               |               |            |            |
| Australian Open        | A             | 2T            | 1T            | 2T            | 2T            | 2T            | 2T            | 2T      | 1T            | 2T            | 2T            | 1T      | 1T            | Assente       | Assente       | Assente       | 0 / 12     | 8–12       |
| Open di Francia        | A             | 2T            | 1T            | 2T            | 1T            | 1T            | 2T            | 2T      | 1T            | 2T            | 3T            | QF      | 2T            | Assente       | Assente       |               | 0 / 12     | 12–12      |
| Wimbledon              | Q3            | 2T            | 1T            | 1T            | 1T            | SF            | QF            | 2T      | 4T            | 1T            | 1T            | 1T      | 2T            | Assente       | Assente       | ND            | 0 / 12     | 15–12      |
| US Open                | Q2            | 1T            | 2T            | 1T            | 1T            | 2T            | 2T            | 4T      | 1T            | 2T            | 1T            | 2T      | Assente       | Assente       | Assente       | QF            | 0 / 12     | 11–12      |
| Vittorie–Sconfitte     | 0–0           | 3–4           | 1–4           | 2–4           | 1–4           | 7–4           | 7–4           | 6–4     | 3–4           | 3–4           | 3–4           | 5–4     | 2–3           | 0–0           | 0–0           | 4–1           | 0 / 48     | 47–48      |
| Giochi olimpici        |               |               |               |               |               |               |               |         |               |               |               |         |               |               |               |               |            |            |
| Giochi olimpici estivi | Non disputato | Non disputato | Non disputato | 2T            | Non disputato | Non disputato | Non disputato | 2T      | Non disputato | Non disputato | Non disputato | 1T      | Non disputato | Non disputato | Non disputato | Non disputato | 0 / 3      | 2–3        |
| WTA Premier Mandatory  |               |               |               |               |               |               |               |         |               |               |               |         |               |               |               |               |            |            |
| Indian Wells           | A             | 2T            | 2T            | 2T            | 2T            | 2T            | 2T            | 1T      | 1T            | 1T            | 1T            | 2T      | 1T            | Assente       | Assente       | ND            | 0 / 12     | 6–12       |
| Miami                  | A             | 1T            | 1T            | 1T            | 1T            | 2T            | 2T            | 2T      | 1T            | 3T            | 2T            | Q2      | 1T            | Assente       | Assente       | ND            | 0 / 11     | 5–11       |
| Madrid                 | Non disputato | Non disputato | Non disputato | Non disputato | 1T            | Q1            | 1T            | 1T      | 1T            | 1T            | 2T            | Q1      | Q1            | Assente       | Assente       | ND            | 0 / 6      | 1–6        |
| Pechino                | Tier II       | Tier II       | Tier II       | Tier II       | A             | 1T            | 1T            | 1T      | Q1            | 2T            | 1T            | Assente | Assente       | Assente       | Assente       | ND            | 0 / 5      | 1–5        |
| WTA Premier 5          |               |               |               |               |               |               |               |         |               |               |               |         |               |               |               |               |            |            |
| Doha / Dubai[1]        | Tier II       | Tier II       | Tier II       | Tier II       | 2T            | Q1            | 2T            | 3T      | 1T            | 2T            | 3T            | 1T      | Q3            | Assente       | Assente       | Assente       | 0 / 7      | 7–7        |
| Roma                   | Assente       | Assente       | Assente       | QF            | 1T            | Q1            | 1T            | 1T      | 1T            | 1T            | 1T            | Q1      | Q1            | Assente       | Assente       | Assente       | 0 / 7      | 3–7        |
| Montréal / Toronto     | Assente       | Assente       | Assente       | Assente       | Assente       | Assente       | Assente       | Assente | Assente       | Assente       | Assente       | Assente | Assente       | Assente       | Assente       | ND            | 0 / 0      | 0–0        |
| Cincinnati             | Tier III      | Tier III      | Tier III      | Tier III      | Assente       | Assente       | 1T            | 1T      | Q1            | 1T            | 2T            | 2T      | Assente       | Assente       | Assente       | Assente       | 0 / 5      | 2–5        |
| Tokyo / Wuhan[2]       | Assente       | Assente       | Assente       | Assente       | Assente       | 2T            | 2T            | 1T      | Q2            | Q1            | 1T            | Assente | Assente       | Assente       | Assente       | ND            | 0 / 4      | 2–4        |
| Carriera               |               |               |               |               |               |               |               |         |               |               |               |         |               |               |               |               |            |            |
| Tornei giocati         | 3             | 16            | 15            | 18            | 20            | 15            | 22            | 22      | 13            | 13            | 12            | 15      | 12            | 0             | 0             | 1             | 180        | 180        |
| Titoli                 | 0             | 0             | 0             | 0             | 0             | 0             | 0             | 0       | 0             | 1             | 0             | 0       | 0             | 0             | 0             | 0             | 1          | 1          |
| Finali                 | 0             | 0             | 0             | 0             | 0             | 0             | 0             | 0       | 0             | 1             | 0             | 0       | 0             | 0             | 0             | 0             | 1          | 1          |
| Totale V–S             | 6–3           | 15–16         | 7–15          | 16–18         | 9–20          | 16–15         | 13–22         | 20–24   | 6–14          | 15–17         | 14–12         | 14–15   | 6–10          | 0–0           | 0–0           | 4–1           | 161–202    | 161–202    |
| Ranking di fine anno   | 88            | 62            | 98            | 46            | 99            | 35            | 46            | 42      | 108           | 39            | 59            | 64      | 162           | N.D.          | N.D.          |               | $4.497.095 | $4.497.095 |

Note
- 1 Il Dubai Tennis Championships e il Qatar Ladies Open di Doha si scambiano frequentemente lo status tra evento Premier ed evento Premier 5.
- 2 Nel 2014 il Toray Pan Pacific Open ha cambiato lo status in evento Premier ed è stato sostituito dal Wuhan Open come evento Premier 5.

## Vittorie contro giocatrici Top 10
| Stagione | 2006 | 2007 | 2008 | 2009 | 2010 | 2011 | 2012 | 2013 | 2014 | 2015 | 2016 | Totale |
| Vittorie | 1    | 0    | 1    | 1    | 2    | 1    | 2    | 0    | 3    | 0    | 1    | 12     |

| #    | Giocatrice              | Ranking | Evento                               | Superficie  | Turno | Punteggio        | Rank. TPR |
| ---- | ----------------------- | ------- | ------------------------------------ | ----------- | ----- | ---------------- | --------- |
| 2006 |                         |         |                                      |             |       |                  |           |
| 1.   | Venus Williams (1)      | 10      | Australian Open, Melbourne           | Cemento     | 1T    | 2-6, 6-0, 9-7    | 94        |
| 2008 |                         |         |                                      |             |       |                  |           |
| 2.   | Ana Ivanović            | 3       | Internazionali d'Italia, Roma        | Terra rossa | 2T    | 6-4, 5-7, 6-2    | 64        |
| 2009 |                         |         |                                      |             |       |                  |           |
| 3.   | Vera Zvonarëva (1)      | 7       | Kremlin Cup, Mosca                   | Cemento (i) | 2T    | 6-0, 6-2         | 126       |
| 2010 |                         |         |                                      |             |       |                  |           |
| 4.   | Elena Dement'eva        | 5       | Warsaw Open, Varsavia                | Terra rossa | 2T    | 7-5, 4-6, 6-4    | 100       |
| 5.   | Venus Williams (2)      | 2       | Torneo di Wimbledon, Londra          | Erba        | QF    | 6-2, 6-3         | 82        |
| 2011 |                         |         |                                      |             |       |                  |           |
| 6.   | Vera Zvonarëva (2)      | 3       | Torneo di Wimbledon, Londra          | Erba        | 3T    | 6-2, 6-3         | 33        |
| 2012 |                         |         |                                      |             |       |                  |           |
| 7.   | Li Na                   | 9       | Open Gaz de France, Parigi           | Cemento (i) | 1T    | 7-6(5), 3-2 rit. | 50        |
| 8.   | Agnieszka Radwańska (1) | 3       | Eastbourne International, Eastbourne | Erba        | 1T    | 6-2, 6-4         | 40        |
| 2014 |                         |         |                                      |             |       |                  |           |
| 9.   | Sara Errani             | 7       | Sydney International, Sydney         | Cemento     | QF    | 7-6(2), 6-3      | 107       |
| 10.  | Petra Kvitová           | 6       | Sydney International, Sydney         | Cemento     | SF    | 6-4, 6-3         | 107       |
| 11.  | Angelique Kerber        | 9       | Sydney International, Sydney         | Cemento     | F     | 6-4, 6-4         | 107       |
| 2016 |                         |         |                                      |             |       |                  |           |
| 12.  | Agnieszka Radwańska (2) | 2       | Open di Francia, Parigi              | Terra rossa | 4T    | 2-6, 6-3, 6-3    | 102       |